# 梅斯特雷
梅斯特雷（Mestre）是意大利威尼斯自治市的一部分，位于大陆，连同邻近的馬爾蓋拉、Chirignago, Favaro Veneto和Zelarino，共有17万人口，而威尼斯本岛只有6万人口，威尼斯潟湖中的外岛有31,000人。梅斯特雷是意大利最大的不具有自治市地位的城市。

## 歷史

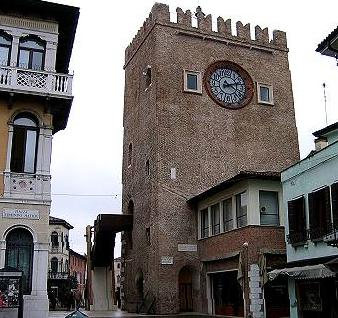
瞭望塔